# Mistrzostwa Świata w Piłce Nożnej 2010 (eliminacje strefy AFC)/Grupa A
W Grupie A eliminacji do MŚ 2010 biorą udział następujące zespoły:
- Australia
- Japonia
- Bahrajn
- Uzbekistan
- Katar

Dwie pierwsze drużyn uzyskują awans bezpośrednio do MŚ 2010. Trzecia drużyna rywalizuje w meczu barażowym o miano piątej drużyny Azji a następnie w barażu interkontynentalnym z drużyną z Oceanii o awans do MŚ.

## Tabela
| Miejsce | Drużyna    | Mecze | Punkty | Zwyc. | Rem. | Por. | Bramki |
| ------- | ---------- | ----- | ------ | ----- | ---- | ---- | ------ |
| 1       | Australia  | 8     | 20     | 6     | 2    | 0    | 12-1   |
| 2       | Japonia    | 8     | 15     | 4     | 3    | 1    | 11-6   |
| 3       | Bahrajn    | 8     | 10     | 3     | 1    | 4    | 6-8    |
| 4       | Katar      | 8     | 6      | 1     | 3    | 4    | 5-14   |
| 5       | Uzbekistan | 8     | 4      | 1     | 1    | 6    | 5-10   |

## Wyniki
| 6 września 2008 | Bahrajn · Isa 87' · Tanaka 88' (OG) | 2-3(0-2) | Japonia · Nakamura 18' · Endō 44' (k) · Nakamura 85' |  |
|                 |                                     |          |                                                      |  |

| 6 września 2008 | Katar · Siddiq 37' · Hassan 73' · Albloushi 86' | 3-0(1-0) | Uzbekistan |  |
|                 |                                                 |          |            |  |

| 10 września 2008 | Katar · Quintana 5' | 1-1(1-0) | Bahrajn · Fatadi 66' |  |
|                  |                     |          |                      |  |

| 10 września 2008 | Uzbekistan | 0-1(0-1) | Australia · Chipperfield 26' |  |
|                  |            |          |                              |  |

| 15 października 2008 | Australia · Cahill 9' · Emerton 17' (k) 59' · Kennedy 76' | 4-0(2-0) | Katar |  |
|                      |                                                           |          |       |  |

| 15 października 2008 | Japonia · Tamada 40' | 1-1(1-1) | Uzbekistan · Shatskikh 27' |  |
|                      |                      |          |                            |  |

| 19 listopada 2008 | Bahrajn | 0-1(0-0) | Australia · Bresciano 90+4' |  |
|                   |         |          |                             |  |

| 19 listopada 2008 | Katar | 0-3(0-1) | Japonia · Tanaka 19' · Tamada 47' · Tanaka 68' |  |
|                   |       |          |                                                |  |

| 11 lutego 2008 | Japonia | 0-0(0-0) | Australia |  |
|                |         |          |           |  |

| 11 lutego 2009 | Uzbekistan | 0-1(0-0) | Bahrajn · Abdulrahman 90+5' |  |
|                |            |          |                             |  |

| 28 marca 2009 | Uzbekistan · Tadjiyev 34' 45' 53' · Soliev 61' | 4-0(2-0) | Katar |  |
|               |                                                |          |       |  |

| 28 marca 2009 | Japonia · Nakamura 47' | 1-0(0-0) | Bahrajn |  |
|               |                        |          |         |  |

| 1 kwietnia 2009 | Bahrajn · Aaish 52' | 1-0(0-0) | Katar | National Stadium, Manama · Sędzia: Sun Baojie Chiny |
|                 |                     |          |       |                                                     |

| 1 kwietnia 2009 | Australia · Kennedy 66' · Kewell 73' (k) | 2-0(0-0) | Uzbekistan |  |
|                 |                                          |          |            |  |

| 6 czerwca 2009 | Katar | 0-0(0-0) | Australia |  |
|                |       |          |           |  |

| 6 czerwca 2009 | Uzbekistan | 0-1(0-1) | Japonia · Okazaki 9' |  |
|                |            |          |                      |  |

| 10 czerwca 2009 | Australia · Strejovski 55' · Carney 88' | 2-0(0-0) | Bahrajn |  |
|                 |                                         |          |         |  |

| 10 czerwca 2009 | Japonia · Albinali 2' (OG) | 1-1(1-0) | Katar · Yahya 53' (k) |  |
|                 |                            |          |                       |  |

| 17 czerwca 2009 | Australia · Cahill 59' 77' | 2-1(0-1) | Japonia · Tanaka 40' |  |
|                 |                            |          |                      |  |

| 17 czerwca 2009 | Bahrajn · Abdulrahman 74' | 1-0(0-0) | Uzbekistan |  |
|                 |                           |          |            |  |